# Eurylepis poonaensis
Eurylepis poonaensis là một loài thằn lằn trong họ Scincidae. Loài này được Sharma mô tả khoa học đầu tiên năm 1970.